# Ди, Пич
Пич Ди (англ. Peche Di, род. 1989; Бангкок, Таиланд) — трансгендерная модель, танцовщица, актриса, видеооператор и модельный агент. Она открыла первое трансгендерное модельное агентство в США в Нью-Йорке. Ди родилась в Бангкоке. После победы на нескольких конкурсах, участвовала в конкурсе America’s Next Top Model в Нью-Йорке.
В 2014 году Ди вместе с 13 другими трансгендерными женщинами была представлена на обложке пятого выпуска ежегодного журнала C☆NDY.
В мае 2015 года Ди основала модельное агентство Trans Models NYC, занимающееся репрезентацией трансгендерных моделей в модельном бизнесе.